# Аркејдија (Ајова)
Аркејдија (енгл. Arcadia) град је у америчкој савезној држави Ајова. По попису становништва из 2010. у њему је живело 484 становника.

## Демографија
Према попису становништва из 2010. у граду је живело 484 становника, што је 41 (9,3%) становника више него 2000. године.
| Група             | 2000.       | 2010.       |
| Белци             | 440 (99,3%) | 473 (97,7%) |
| Афроамериканци    | 0 (0,0%)    | 0 (0,0%)    |
| Азијати           | 2 (0,5%)    | 1 (0,2%)    |
| Хиспаноамериканци | 1 (0,2%)    | 4 (0,8%)    |
| Укупно            | 443         | 484         |